# Casa Monte Tabor

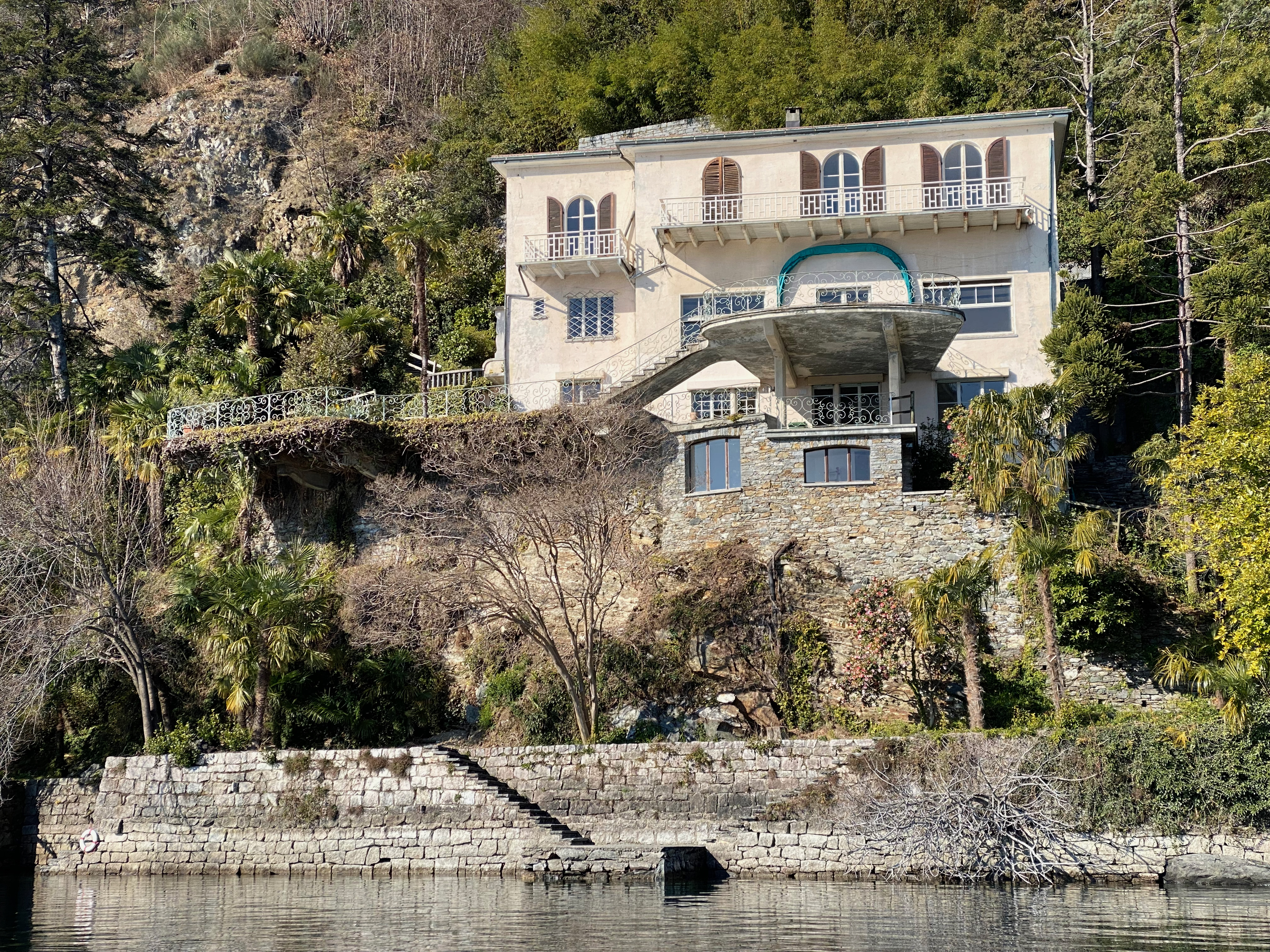
Die Casa Monte Tabor

Die Casa Monte Tabor ist ein kulturhistorisch bedeutendes Gebäude in Porto Ronco, einem Ortsteil von Ronco sopra Ascona, im Schweizer Kanton Tessin. 1931 erwarb der Schriftsteller Erich Maria Remarque (1898–1970) die Villa und bewohnte sie bis zu seinem Tod. Seine Frau Paulette Goddard (1910–1990) erbte das Anwesen von ihm. Nach ihrem Tod wurde es vom Kanton Tessin beschlagnahmt und hatte wechselnde Besitzer.
Die Casa Monte Tabor ist auch als Villa Tabor, Villa Remarque oder Villa Remarque Goddard bekannt. Häufig wird sie als die «Remarque-Villa» angesprochen.

## Lage
Die Casa Monte Tabor steht in Hanglage auf einem Seegrundstück am Westufer des Lago Maggiore, etwas mehr als zehn Meter vom Wasser entfernt (→ Koordinaten: 699968 / 111371). Auf der Hangseite führt die Kantonsstrasse zwischen Ascona und Brissago direkt an der Villa vorbei. Die Strasse wird nur vom dritten Stockwerk überragt. Die Adresse lautet Via Cantonale 27, 6613 Porto Ronco. Ascona und Brissago sind jeweils etwa drei Kilometer entfernt.
Der Name Casa Monte Tabor leitet sich von der Lage unterhalb des Monte Tabor ab, der nach dem biblischen Berg Tabor in Galiläa (Israel) benannt wurde. Ein schmales Bachbett namens Riale del Monte Tabor mündet, vom Monte Tabor kommend, an der südlichen Grenze des Anwesens in den See.

## Architektur
Auffällige Merkmale sind der hohe Sockel und der kubische, kantige Charakter der dreistöckigen Villa, die Terrassen auf zwei Etagen mit aufwendiger Verbindungskonstruktion und die harmonische Einbettung in den terrassierten Garten mit altem Baumbestand und Sträuchern.
Das Gebäude ist weitgehend im Originalzustand erhalten. Die einzige grössere bauliche Änderung war der Umbau der oberen Terrasse, die einen Zugang aus dem grossen Salon im mittleren Geschoss und eine verbindende Treppe zu der grossen Terrasse auf der Höhe des unteren Stockwerks hatte. An ihrer Stelle liess Remarque um das Jahr 1960 eine deutlich grössere runde, plattformartige Terrasse mit einer freischwebenden Treppe als Verbindung zur unteren Terrasse errichten. Da die Terrasse von der Entschädigung finanziert wurde, die Remarque von der Bundesrepublik Deutschland für seine Ausbürgerung und die Beschlagnahme seines Vermögens während des Zweiten Weltkriegs erhielt, wird sie auch «Wiedergutmachungsterrasse» genannt.

## Geschichte

### Erbauung
Wann die Casa Monte Tabor erbaut wurde und durch wen, ist unklar. In zahlreichen Beiträgen wird angegeben, dass die Villa von dem Schweizer Maler Arnold Böcklin (1827–1901) erbaut oder bewohnt wurde. Dies lässt sich aber nicht belegen. Wahrscheinlich handelt es sich dabei um eine Verwechslung mit dem Schweizer Maler Eduard Rüdisühli (1875–1938), der relativ sicher der Vorbesitzer der Villa vor Erich Maria Remarque war. Eduard Rüdisühli benutzte die Villa von 1905 bis 1915 als Sommerresidenz. Um 1910 malte er das Bild «Castello Monte Tabor», das die Casa Monte Tabor zeigt. Eduard Rüdisühli war wahrscheinlich von 1905 bis 1931 der Vorbesitzer, denn Remarque kauft die Villa von einem «Kunstmaler» namens Rüdisühli. Daraus ergibt sich, dass die Casa Monte Tabor vor 1905 erbaut wurde. Erbaut wurde sie wahrscheinlich in mindestens zwei Phasen, wie sich bei den grundlegenden Sanierungsarbeiten seit dem Jahr 2023 zeigte. Ursprünglich war sie deutlich kleiner und bestand nur aus einem direkt auf den Fels gebauten, niedrigen Untergeschoss und einem darüberliegenden Geschoss mit drei gleich grossen nebeneinanderliegenden Räumen mit Ausrichtung zum See. Möglicherweise um das Jahr 1920 – hier findet sich die früheste Eintragung im Grundbuch – wurde die Casa sowohl in der Breite als auch in der Höhe erweitert. Die Erweiterung in der Breite in südlicher Richtung enthielt im Untergeschoss den späteren Küchenraum und im Erdgeschoss einen separaten Eingangsraum. Die ursprünglichen drei Räume im Erdgeschoss wurden zu einem grossen Salon verbunden. Wahrscheinlich zum gleichen Zeitpunkt wurde die Casa mit einem zusätzlichen Obergeschoss in der Höhe erweitert. Durchgeführt wurden die Baumassnahmen zur Erweiterung möglicherweise von dem Schweizer Architekten Oswald Roelly, der später die Arbeiten an dem von Emil Fahrenkamp im Bauhausstil entworfenen Hotel Monte Verità leitete. Oswald Roelly gehörte mit anderen aus der Deutschschweiz oder Deutschland stammenden Architekten wie Emil Fahrenkamp, Carl Weidemeyer, Fritz Bähler, Max Schmuklerski und Otto Zollinger zu den Protagonisten der modernen Architektur in Ascona, die bereits durch den Bauhaus-Stil (1919–1933) beeinflusst wurden. Einflüsse des Bauhaus-Stils zeigen sich an der Casa Monte Tabor an dem Flachdach und den Balkonen des Obergeschosses mit bauhaustypischem Geländer sowie in der Innengestaltung.

### Erich Maria Remarque
Im August 1931 kaufte Remarque die Villa auf Empfehlung seiner Freundin Ruth Albu, angeblich weil sie bereits befürchtete, dass Remarque aus Deutschland fliehen muss. Im nächsten Jahr verhandelte er angeblich mit dem Architekten Hermann Zweigenthal über einen möglichen Umbau. Was dabei geplant war, ist nicht bekannt, zu einem Umbau kam es nicht.
Am 29. Januar 1933, am Vorabend der Machtübernahme der Nationalsozialisten, floh Remarque aus Berlin in sein Schweizer Domizil. Die Villa wurde ein wichtiger Zufluchtsort für Verfolgte im nationalsozialistischen Deutschland. Von Porto Ronco aus wurde ihre Flucht organisiert und finanziert.
Im April 1933 kam der jüdische Journalist Felix Manuel Mendelssohn in der Nähe der Villa nachts gewaltsam zu Tode. Die Vermutung lag nahe, dass er sich zuvor in der Villa aufhielt, was Remarque in der Neuen Zürcher Zeitung dementierte. Man vermutete, dass es ein nationalsozialistisches Attentat war, das möglicherweise aber Remarque galt.
Remarque bewohnte die Villa bis zu seiner Emigration in die USA 1939. Nach neun Jahren Exil in den USA kehrte er 1948 hierher zurück. Nach seiner Heirat mit der amerikanischen Hollywood-Schauspielerin Paulette Goddard im Jahr 1958 lebte sie mit ihm in der Villa. Nach Aussage von Remarque hat er in der Villa fast alle seine Bücher geschrieben ausser dem ersten, bekanntesten Werk Im Westen nichts Neues. Er wohnte hier bis zu seinem Tod 1970.
Zu Gast in der Villa waren zahlreiche bedeutende Persönlichkeiten, darunter die Schriftsteller Hans Habe, Else Lasker-Schüler, Carl Zuckmayer, Robert Neumann, Herbert Read, Arthur Koestler, Heinz Liepman, Emil Ludwig, Thomas Mann, Theodor Plievier, Curt Riess, José Orabuena (gebürtig Hans Josef Sochaczewer), Fritz von Unruh, Ludwig Renn, Ernst Toller, Joseph Roth, Bruno Frank, und Franz Werfel, die Verleger Kurt Desch, Reinhold Neven DuMont und Joseph Caspar Witsch, der Bildhauer Remo Rossi, die Schriftstellerin und Fotografin Annemarie Schwarzenbach, der Regisseur Georg Wilhelm Pabst, der Pop-Art-Künstler Andy Warhol, ein enger Freund Paulette Goddards, und der Unternehmer Max Emden, Besitzer der benachbarten Brissago-Inseln. Häufig zu Gast in der Villa Tabor waren auch Walter Feilchenfeldt, Kunsthändler und enger Freund Remarques, sowie seine Frau, die Fotografin Marianne Breslauer. Walter Feilchenfeldt besorgte in den Jahren 1939–1948 auch die Verwaltung der Villa im Auftrag des im amerikanischen Exil lebenden Remarque.
Im September 1965 wurden die Garage und das südliche Drittel des Gartens durch einen Murgang verwüstet.

### Nach Remarques Tod
Nach dem Tod von Erich Maria Remarque im Jahr 1970 bewohnte seine Frau Paulette Goddard die Villa bis zu ihrem Tod im Jahr 1990. Die Villa wurde im Nachlass von Paulette Goddard der New York University vermacht. Da die New York University aber nicht bereit war, eine mit dem Erbe verbundene Erbschaftssteuer in Höhe von 18 Millionen Schweizer Franken an den Kanton Tessin zu zahlen, wurde die Villa durch den Kanton Tessin beschlagnahmt.
Der Kanton verkaufte die Villa in einer Versteigerung am 4. Oktober 1994 an Christoph Dornier, einen Sohn des deutschen Flugzeugingenieurs Claude Dornier. Christoph Dornier plante, die Villa abzureissen und ein neues Gebäude zu errichten. Da sie jedoch zu diesem Zeitpunkt Bestandsschutz hatte und nicht abgerissen werden durfte, verkaufte er die Villa 1999 an ein amerikanisch-englisches Ehepaar.
Als die Villa um das Jahr 2010 wieder zum Verkauf angeboten wurde, fand sich zunächst kein Käufer, wahrscheinlich auch aufgrund des hohen Preises und der hohen Kosten für eine Modernisierung der Villa. Um die Villa vor dem Abriss zu retten, organisierte sich eine Initiative zur Rettung der Villa und erwarb mit der Gemeinde Ronco sopra Ascona am 28. Februar 2011 für 200'000 Franken das Kaufrecht für ein Jahr. 50'000 Franken gab die Gemeinde, 50'000 Franken die Stiftung 'Pro Ronco' und 100'000 Franken der Kanton Tessin. Die Initiative unter Beteiligung der Remarque-Gesellschaft in Osnabrück plante, die Villa mit öffentlichen Geldern und Sponsorenunterstützung zu erwerben und darin ein Literatur- und Kulturzentrum zu errichten. Da sich der Kaufpreis von 6 Millionen Franken jedoch nicht aufbringen liess, verfiel das Kaufrecht. Das amerikanisch-englische Ehepaar wollte aber, dass die Villa erhalten bleibt und nicht an Immobilien-Investoren verkauft wird, die die Villa voraussichtlich zugunsten eines rentableren Neubaus abgerissen hätten.
Im Jahr 2021 wurde das Anwesen von einem deutschen Ehepaar gekauft, das die Casa Monte Tabor als Ort der Förderung des Friedens und der Bewahrung des Erbes von Erich Maria Remarque bewahren möchte. Sie soll weiterhin für Veranstaltungen zu Friedensthemen genutzt werden. Seit dem Jahr 2023 finden umfangreiche Sanierungsarbeiten am Haus statt.

## Medien
- Erich Maria Remarque, Marlene Dietrich, Paulette Goddard. Dokumentation von Victor J. Tognola und Anne-Marie Tognola, Schweiz 2011 (53 Minuten).

## Romane, Erzählungen, Chroniken
- Florian Illies: Liebe in Zeiten des Hasses: Chronik eines Gefühls 1929–1939. Fischer, Frankfurt 2021.
- Edgar Rai: Ascona. Piper, München 2021.
- Thomas Hüetlin: Man lebt sein Leben nur einmal. Kiepenheuer & Witsch, Köln 2024.